# Marc Norman
Pour les articles homonymes, voir Norman.
Marc Norman est un scénariste américain né le 10 février 1941 à Los Angeles.

## Filmographie
- 1970 : The Challenge (en) (TV)
- 1971 : Five Desperate Women (TV)
- 1973 : L'Or noir de l'Oklahoma (Oklahoma Crude)
- 1974 : Zandy's Bride
- 1975 : L'Évadé (Breakout)
- 1975 : Tueur d'élite (The Killer Elite)
- 1985 : Vol d'enfer (The Aviator)
- 1995 : L'Île aux pirates (Cutthroat Island)
- 1998 : Shakespeare in Love

### Récompenses
- Oscar du meilleur scénario original (partagé avec Tom Stoppard) pour Shakespeare in Love